# Coolie (film)
Pour l’article homonyme, voir Coolie.
Pour plus de détails, voir Fiche technique et Distribution.
Coolie est un film de comédie d'action indien de 1983, réalisé par Manmohan Desai et écrit par Kader Khan.
Le film met en vedette Amitabh Bachchan dans le rôle d'Iqbal Aslam Khan, un cheminot séparé de sa mère Salma Waheeda Rehman en raison de l'obsession de Zafar Kader Khan pour elle. Cette obsession provoque la destruction de sa famille et sa dépression mentale. Des années plus tard, le destin réunit ses deux fils, Iqbal et Sunny Rishi Kapoor, et ils entreprennent de sauver Salma de la captivité de Zafar. Il mettait également en vedette Rati Agnihotri, Shoma Anand , Suresh Oberoi et Puneet Issar.
Le film est sorti le 2 décembre 1983 et est devenu le film le plus rentable de l'année. J'ai gagné 180 million Roupie indienne (3,0 million dollar États-Unis) du chiffre d’affaires total. J'ai gagné plus de 10 million Roupie indienne (170 000 dollar américaine) pour chaque région, une prouesse rare à l'époque et un immense succès.
Le film est également célèbre pour une scène de combat avec sa co-star Puneet Issar, dans laquelle Bachchan subit une blessure presque mortelle en raison d'un mauvais saut. Dans le clip final du film, la scène de combat au cours de laquelle il a été blessé est figée et un message apparaît indiquant que c'est la scène dans laquelle il a été blessé. Le scénario original montrait Bachchan mourant après avoir été abattu par Kader Khan. Mais plus tard, après l'épisode de blessure et de guérison, Desai a pensé que cela aurait un impact négatif sur le film ainsi qu'un mauvais pressentiment pour le public, alors il a décidé de changer la fin. La fin modifiée permet au héros de récupérer après son opération,.

## Synopsis
En 1953, un homme riche mais méchant nommé Zafar Khan tomba amoureux d'une fille nommée Salma et voulut l'épouser, mais elle et son père ne le laissèrent pas. Zafar est arrêté pour diverses accusations et emprisonné pendant 10 ans, mais lorsqu'il est libéré en 1963, il découvre que Salma est mariée à un homme bon nommé Aslam Khan. Zafar Khan veut convaincre Salma de l'épouser, mais Salma refuse. Zafar tue le père de Salma et envisage de se venger en inondant la zone où vit Salma, tuant Aslam et blessant presque Salma, lui faisant perdre la mémoire. Lors de cette catastrophe, Salma a également été séparée de son jeune fils, Iqbal. Sur le quai de la gare, Iqbal essaie de la suivre à pied alors que Salma est dans un train, mais il glisse et le train quitte le quai. Zafar kidnappe Salma et dit au monde qu'elle est sa femme. Il adopte également un petit garçon d'un orphelinat de Kanpur, un garçon nommé Sunny, qui sera élevé par Salma sur les conseils d'un psychiatre. Pendant ce temps, Iqbal retrouve son oncle, qui a perdu sa femme et son fils dans l'inondation. Au cours d'un combat houleux, l'oncle d'Iqbal a perdu son bras droit, Iqbal lui disant qu'il servirait désormais de bras droit à son oncle. L'oncle élèvera Iqbal comme le sien, car ils n'ont plus de famille.
Vingt ans plus tard, en 1983, Iqbal et son oncle travaillent comme ouvriers. Iqbal a grandi pour devenir un jeune homme audacieux et confiant et était considéré comme un leader des travailleurs locaux. Lors d'un incident avec un homme nommé M. Puri, l'un des travailleurs a été roué de coups, ce qui a provoqué la colère d'Iqbal. M. Puri a été battu, mais Iqbal a été injustement emprisonné pour ses actes. Mais le même jour, il a été libéré. Il organise une grève ouvrière qui met la gare à genoux. Sunny, une jeune journaliste en herbe, couvre l'affaire. En parlant à Sunny, Iqbal voit une photo de la mère de Sunny qui s'avère être Salma. Dans une autre tentative pour récupérer Salma, Iqbal se précipite chez elle pour la ramener après toutes ces années, mais à sa grande horreur, Salma ne le reconnaît pas. Zafar est en colère contre la transgression d'Iqbal. Ses escrocs, déguisés en policiers, ont battu Iqbal presque mortellement, tandis qu'il emmène Salma chez un psychiatre pour lui donner des décharges électriques afin que sa mémoire ne revienne jamais. Sunny menace de publier tous les crimes de Zafar dans les journaux le lendemain s'il ne lui rend pas Salma.
Iqbal et Sunny deviennent amis et trouvent tous deux l'amour; Iqbal avec la chrétienne Julie DaCosta et Sunny avec sa chérie d'enfance Deepa. Pendant ce temps, Aslam est emprisonné pour un crime qu'il n'a pas commis. Lorsqu'il est finalement libéré, Julie tente de le tuer dans le cimetière car elle pense qu'il a tué son père, John DeCosta, mais comme l'arme est vide, elle ne peut pas tirer. Aslam explique que Zafar a tué son père et piégé Aslam, ce que croit Julie. Les choses s'améliorent, mais les crétins découvrent un scandale bancaire et immobilier à leur encontre. Après une série de conflits avec des partis corrompus, Iqbal se retrouve dans une bataille à mort avec Zafar. Salma revient dans une scène cruciale du film, lors de la confrontation électorale entre les ouvriers communistes d'Iqbal et les barons capitalistes de Zafar, avec ses vieux souvenirs intacts, alors qu'elle témoigne publiquement contre Zafar et comment il a détruit sa famille. Dans la foule se trouve un vieil homme qui s'avère être Aslam, le père d'Iqbal, perdu depuis longtemps. De plus, l'oncle d'Iqbal reconnaît la tache de naissance sur Sunny, prouvant que Sunny était bien le fils qu'il pensait avoir perdu lors du grand déluge. La famille est réunie, ce qui met en colère Zafar, qui procède ensuite à tirer sur Aslam mais tire et tue accidentellement l'oncle bien-aimé d'Iqbal (oncle maternel) qui avait pris soin de lui dans sa jeunesse. Zafar kidnappe alors Salma. Iqbal et Sunny poursuivent les méchants, tuant M. Puri (qui meurt d'une crise cardiaque en raison du stress mental de la poursuite) et Vicky (qui tombe de la voiture de Zafar et est écrasée par un camion venant en sens inverse) dans le processus. Les coins d'Iqbal Zafar dans la mosquée Haji Ali Dargah. Le linceul sacré vole du sanctuaire de Dargah sur la poitrine d'Iqbal, et Iqbal affronte avec un défi triomphant avec la foi en la protection de Dieu contre le mal et son nom sur sa poitrine. Zafar lui a tiré dessus à plusieurs reprises, mais il a continué à le poursuivre jusqu'au minaret, répétant une partie de l'appel à la prière à chaque coup de feu. Avec ses dernières forces, il pleure et pousse Zafar hors de la barrière, le tuant sur le coup, et Iqbal s'effondre dans les bras de sa mère. Des hommes de toutes confessions prient avec ferveur pour son rétablissement, et Iqbal se remet de ses blessures, pour le plus grand bonheur de tous.

## Fiche technique
- Titre original : Coolie
- Titre original en ourdou : قُلى
- Titre original en hindi : कुली
- Langues : Hindi, Ourdou
- Réalisateur : Manmohan Desai
- Pays :  Inde
- Dureé : 168 minutes
- Genre : Drama, Action, Comédie
- Dates de sortie :
  - Inde : 2 décembre 1983
  - Royaume-Uni : 10 décembre 1983
  - France : 10 novembre 2014 au VHS et DVD
- Sociétés de distribution : M.K.D. Films Combine, Aasia Films Pvt. Ltd.

## Distribution
- Amitabh Bachchan : Iqbal Khan
- Rishi Kapoor : Sunny Khan
- Rati Agnihotri : Julie D' Costa
- Shoma Anand : Deepa Iyengar
- Kader Khan : Zafar Khan
- Waheeda Rehman : Salma Khan
- Puneet Issar : Bob
- Satyendra Kapoor : Aslam Khan (le père d'Iqbal)
- Suresh Oberoi : Vicky Puri
- Om Shivpuri : Om Puri
- Nilo Phule : Nathu
- Mokri : le père de Deepa
- Tun Tun incarne une mère de sept enfants
- Joga Kapoor : Joga
- Amrish Puri : John D' Costa (le père de Jolie)
- Balu (aigle de compagnie) : Allah Rakha

Shabir Kumar a d'abord été utilisé pour assurer la lecture d'Amitabh Bachchan.

## Production
Le scénario a été écrit par Kader Khan, qui joue également l'antagoniste du film. En plus de Bachchan jouant le protagoniste musulman, Khan a incorporé des éléments du mysticisme islamique dans le scénario, notamment divers motifs et références soufis.
Avant le début du film, Bachchan a demandé au légendaire acteur kannada Rajkumar de jouer un rôle de soutien dans le film,. Il y avait un respect mutuel entre Amitabh et Rajkummar et ils s'admiraient.

## Accident pendant le tournage
Le film est devenu populaire avant même sa sortie lorsque le 26 juillet 1982, Amitabh Bachchan a été grièvement blessé aux intestins alors qu'il tournait une scène de combat avec sa co-star Puneet Issar sur le campus de l'université de Bangalore, ce qui a failli lui coûter la vie.
Dans la scène de combat, Bachchan était censé tomber sur la table mais il a mal chronométré son saut. Cela a entraîné une blessure interne à l’abdomen. Il a été transporté dans un hôpital de Mumbai où, selon l’acteur, il est entré dans un « état de brouillard et de coma » et était « cliniquement mort pendant quelques minutes ».
Pendant qu'il était à l'hôpital, des rapports faisaient état d'un deuil généralisé et de nombreux Indiens offraient des prières dans le pays et à l'étranger. Selon certaines informations, Rajiv Gandhi aurait annulé un voyage aux États-Unis pour être avec lui.
Bachchan a reçu 60 flacons de sang provenant de 200 donneurs, dont l'un était porteur du virus de l'hépatite B. Bachchan s'est remis de l'accident mais a découvert en 2000 que le virus avait provoqué une cirrhose, entraînant des lésions à environ 75 % de son foie. Bachchan a ensuite parlé de son expérience de sensibilisation au vaccin contre l'hépatite B .
Malgré sa grave blessure, Bachchan s'est remarquablement rétabli et a repris le tournage le 7 janvier 1983. Dans le clip final du film, la scène de combat au cours de laquelle il a été blessé est figée et un message apparaît indiquant que c'est la scène dans laquelle il a été blessé. Manmohan Desai a fait cela selon le souhait d'Amitabh.
En raison de la blessure de Bachchan, la fin a également été modifiée. Le scénario original montrait Amitabh mourant après avoir été abattu par Kader Khan. Mais plus tard, après l'épisode de blessure et de guérison, Manmohan Desai a décidé de changer la fin, pensant que cela aurait un impact négatif sur le film ainsi qu'un mauvais pressentiment parmi le public. La fin modifiée permet au héros de récupérer après son opération

## Enregistrement audio
La musique a été composée par Laxmikant Pyarelal et les paroles ont été écrites par Anand Bakshi. Manmohan Desai a placé Shabir Kumar comme chanteur de plusieurs chansons de la bande originale en raison du fait que sa voix ressemblait à celle de Mohammed Rafi, que Manmohan admirait en tant que chanteur.
| No | Titre                              | Durée |
| -- | ---------------------------------- | ----- |
| 1. | Mujhe Peene Ka Shauk Nahin         | 06:21 |
| 2. | Jawani Ke Rail Kahin               | 04:33 |
| 3. | Lambuji Tinguji                    | 06:03 |
| 4. | Sari Duniya Ka Bojh Hum Uthate Hai | 05:55 |
| 5. | Hum ka Ishq Hua                    | 05:30 |
| 6. | Accident Ho Gaya                   | 06:13 |
| 7. | Mubarak Ho Tumko Haj Ka Mahina     | 06:37 |
| 8. | Ye Gaye Woh Gaye                   | 03:05 |

## Box Office
C'était le film de Bollywood le plus rentable de 1983, avec des recettes brutes de 180 million Roupie indienne (3,0 million dollar Américain) . Il a été déclaré "énorme succès" par Boxoffice India en 2009. Le film a rapporté plus de 10 million  pour chaque région, une prouesse rare à l'époque et un immense succès,. En 1984, on estime que le film s'est vendu à 70 exemplaires. Un million de billets.